# Serhij Kuzniecow
Serhij Wasylowycz Kuzniecow (ukr. Сергій Васильович Кузнецов, ros. Сергей Васильевич Кузнецов, Siergiej Wasiljewicz Kuzniecow; ur. 30 listopada 1950 we wsi Kamenołomnia w obwodzie krymskim, Rosyjska FSRR) – ukraiński piłkarz, grający na pozycji obrońcy, a wcześniej pomocnika, reprezentant Związku Radzieckiego.

## Kariera piłkarska

### Kariera klubowa
Wychowanek szkółki piłkarskiej Tawrija Symferopol. W 1969 rozpoczął karierę piłkarską w zespole Zoria Ługańsk, skąd w 1975 przeszedł do Dynama Kijów. Po występach w 1978 w Zenitu Leningrad przeniósł się do SKA Rostów nad Donem, w którym ukończył karierę piłkarską.

### Kariera reprezentacyjna
29 czerwca 1972 debiutował w reprezentacji Związku Radzieckiego w wygranym 1:0 meczu towarzyskim z Urugwajem.

## Sukcesy i odznaczenia

### Sukcesy klubowe
- mistrz ZSRR: 1972, 1975, 1977
- zdobywca Pucharu Zdobywców Pucharów: 1975

### Odznaczenia
- nagrodzony tytułem Mistrza Sportu ZSRR w 1972